# Mark Higgins
Pour les articles homonymes, voir Higgins.
Mark Higgins, né le 21 mai 1971 et résident au pays de Galles, est un pilote de rallye manois. 

## Biographie
Il a commencé sa carrière professionnelle en compétition automobile en 1988, à 17 ans à peine, à la suite de quelques apparitions très remarquées en biketrial et en karting.
Il participe à 43 épreuves du Championnat du monde des rallyes, à bord de véhicules Suzuki, Nissan, Volkswagen, Vauxhall, Ford, M-Sport, Stobart Motorsport, Mitsubishi, et Subaru, entre 1990 et 2008.
Il termine 4e du RAC Rally en 1996 (en championnat 2-Litres), et 6e en 2002 (en WRC).
Il possède avec son épouse une école de pilotage automobile spécialisée... dans les rallyes.
Il réalise parfois quelques cascades pour le cinéma et la télévision, apparaissant ainsi notamment dans Quantum of Solace et Skyfall (James Bond).
Son frère David Higgins est également un pilote de rallyes de haut niveau.

## Palmarès (au 30/11/2013)

### Titres
- Triple Champion d'Angleterre des rallyes (BRC): 1997 (copilote Phil Mills, sur Nissan Sunny GTI, 2005 (copilote Bryan Thomas, sur Ford Focus WRC), et 2006 (copilote Rory Kennedy, sur Subaru Impreza WRX STI);
  - Vice-champion d'Angleterre des rallyes: 2000 et 2007.

### Victoire en PWRC
- Rallye du Mexique: 2007 (copilote Scott Martin, sur Mitsubishi Lancer Evo IX);

### Victoire en ERC
- Rallye de Turquie: 1995 (copilote Cliff Simmons, sur Nissan Sunny GTI);

### Victoire en APRC
- Rallye du Queensland: 2011 (copilote Ieuan Thomas, sur Mitsubishi Lancer Evo X);

### Victoire en RRC (Russie)
- Rallye Masters Show: 2011;

### 5 victoires en CRC (Chine)
- Rallye Jiangning: 2010;
- Rallye Longyou: 2010;
- Rallye Fogang: 2010;
- Rallye Chenzhou: 2013;
- Rallye Zhangye: 2013;

### 17 victoires en BRC
- Rallye du Pays de Galles: 2000;
- Rallye Jim Clark Memorial: 2000, 2005 et 2009;
- Rallye de l’île de Man: 2000, 2002, 2005, 2008 et 2009;
- Rallye Pirelli: 2002 et 2005;
- Rallye d'Ulster: 1997 et 2004;
- Rallye du Yorkshire: 2004 et 2008;
- Rallye South of England Tempest: 2004;
- Rallye d'Écosse: 2005;

### Victoires diverses
- Rallye Roger Albert Clark Historique (RAC Rally Historic): 2005;
- Rallye Cork (touring car irlandais): 2006;
- Rallye Galway (touring car irlandais): 2008.

## Récompenses
- National Rally Driver of the Year (Autosport): 1997, 2000, 2005, et 1994.